# Carlos Abdala (Diplomat)
Carlos Abdala (* 20. April 1930 in Montevideo; † 8. Juni 1976 in Paraguay) war ein uruguayischer Politiker, Diplomat und Minister der Partido Blanco.

## Leben
Abdala war von 1972 bis Juli 1973 Minister für Arbeit und Soziales von Uruguay. Danach wurde er Botschafter von Uruguay in Paraguay. Am 7. Juni 1976 wurde er in Asunción im Dienst durch einen jugoslawischen Terroristen des HRB erschossen, der ihn mit einem jugoslawischen Diplomaten verwechselte. Sein Sohn Pablo Abdala schlug ebenfalls eine politische Laufbahn ein und wurde 2005 als Abgeordneter in das uruguayische Repräsentantenhaus gewählt.